# Флаг Коннектикута
Флаг Конне́ктикута (англ. Flag of Connecticut) — один из государственных символов американского штата Коннектикут.
Флаг представляет собой прямоугольное полотнище лазоревого цвета в центре которого расположен белый барочный щит. На щите изображены три виноградных лозы, с каждой из которых свисает по три грозди винограда. Под щитом находится бело-золотая лента с надписью: Qui transtulit sustinet (с лат. — «Тот, кто посадил нас, будет заботиться о нас» — девиз штата).
В основу флага положена печать колонии Сейбрук, разработанной в 1639 году. На печати были изображены 15 виноградных лоз и, в верхнем левом углу, рука держащая свиток с надписью Sustinet qui transtulit. В 1644 году колония Сейбрук влилась в состав колонии Коннектикут, также к последней перешла печать Сейбрука. 25 октября 1711 года, губернатор и законодательный орган колонии модифицировали печать. Число виноградных лоз уменьшили до трёх, которые стали символизировать три самые старые поселения — Уинсор, Уэтерсфилд и Хартфорд (по другой версии три колонии — Коннектикут, Сейбрук и Нью-Хейвен, слившиеся в одну колонию Коннектикут) и поменяли формулировку и расположение девиза.